# María de los guardias (canción)
"María de los guardias" es el título de una canción del prolífico compositor nicaragüense Carlos Mejía Godoy compuesta en 1973, en los tiempos del dictador Anastasio Somoza Debayle, y que fue internacionalizada por la intérprete mexicana Lucha Villa.
"María de los guardias" es un Son nica con etiqueta de "folklore popular" en el acervo musical nicaragüense.
En el primer disco de acetato de 45 rpm, María de los guardias ocupa el Lado A y la canción Panchito Escombros el Lado B.

## Origen
Sobre su origen, Mejía Godoy reveló que viviendo en Somoto, su pueblo natal, le contaron de una señora que tenía amoríos con guardias: cabos, sargentos, tenientes, y hasta un coronel. Contó que para esa época sentía que no podía cantar su canción porque el coro iniciaba en primera persona: "Yo soy la María…", e iba a ser visto como un gay, entonces buscó a Pilar Aguirre, una actriz de teatro, para que la interpretara, pero no fue del gusto del productor que hizo la primera grabación en disco de acetato de 45 rpm. 
Al final salió con su voz, siguiendo el consejo del productor y de su padre que le decía:
"deja que las cosas fluyan, si la gente te da el voto de la canción ahí déjala."
Cuando la canción era popular y sonaba en las radios de toda Nicaragua, Somoza Debayle quiso adquirir los derechos de autor.

## Interpretaciones
Además de la interpretación de su propio autor junto a ’’’Los De Palacagüina’’’, destacan otras conocidas interpretaciones de esta canción:
- La cantante mexicana Lucha Villa a quien cabe el mérito de haberla internacionalizado tanto en la radio como en el cine.
- La colombiana Helenita Vargas "La Ronca de Oro".
- Massiel de España.
- La costarricense Maribel Guardia
- Paloma San Basilio en el disco Aromas de libertad'.
- Bárbara Virginia Bourse exintegrante del dúo Bárbara y Dick de Argentina.

## Grabación por Lucha Villa
La siguiente historia narra el modo en que la cantante Lucha Villa conoció la canción.

«Carlos recuerda que a sus oídos llegaban rumores de que Lucha Villa la interpretaba. Desconfiado, le dijo a su amigo Hugo Hernández Oviedo, siempre al tanto de la canción vernácula mexicana, para ver si era cierto. Este se indagó y un día le dijo que no había tal, aunque sí insistían con el rumor.

El rumor, sin embargo, siguió esparciéndose de forma que cuando llegó a los pies de la cantante mexicana cuando se presentó en Nicaragua. La anécdota cuenta que un señor, ya tomado de tragos, se subió al escenario pero disipó los temores de Lucha cuando le dijo: 
Sos demasiado hermosa para pedirte un beso para mí: lo que yo únicamente quiero es que te cantes la “María de los guardias".
La también actriz se sintió sorprendida. Era la primera vez que alguien le pedía una canción que no estaba incluido de por sí en su repertorio, a lo que contestó  Yo la que conozco es «La Valentina», «María La O», «María La Bandida» y le sacó una ristra de Marías. 
Pero si toda Nicaragua sabe que vos la cantas, protestó el borracho.
Intrigada, la vocalista le dijo a su asistente que buscara al compositor. 
Carlos, al fin localizado, le comenta a Santiago Paiz Carvajal (Indio Pan de Rosa) -quien se moría por conocer a la Lucha- que lo acompañara al Hotel Intercontinental de Managua. 
Qué barbaridad que me pidan una canción que no conozca, le dijo azorada la artista. Joven, quiero conocer esa canción.
Carlos respondió al entregarle el disco:
Usted va a cantarla y será un éxito.

### Grabación por Massiel
La versión que es interpretada por la española Massiel, varió un poco la letra, pues dice: 
Fue durante un tiroteo contra un hombre "bandido" llamado Sandino por Fue durante un tiroteo contra un hombre "arrecho" llamado Sandino.
Cabe aclarar que en el lenguaje popular nicaragüense "arrecho" tiene el significado de "valiente" y que el General Augusto C. Sandino y el poeta Rubén Darío son los máximos héroes nicaragüenses.